# Астарот
Астаро́т (Астеро́т, Асторе́т) (івр. עשתרות — зграя, юрба, зібрання) — згідно із західною демонологією, один із найвисокопоставленіших демонів у пекельній ієрархії.

## Походження
Деякі дослідники вважають, що ім'я Астарот походить від імені  фінікійської богині Астарти (ІІ тисячоліття до н. е.), аналога шумерської богині Інанна та вавилонської Іштар, внаслідок демонізації образу язичницької богині.
Вона згадується в гебрайській Біблії у формах Аштарет (в однині) й Аштарот (у множині, по відношенню до кількох її статуй). Цю останню форму безпосередньо транслітерували в ранніх грецьких і латинських версіях Біблії.
В апокрифічному Заповіті Соломона (початок І ст. н. е.), приписуваному цареві Соломону, згадується Астераот, як янгол, який протистоїть демонові влади. (Пор. 1 Царств 11: 4-5)
Також існує не достовірна інформація, що головний його слуга називається; Оли́вій – Olivius. Про його минуле нічого невідомо, але головне що варто про нього знати так це те, що він до падіння був за чином архангела, але питання у чому тут важлива інформація? Та в тому що це на мек на те що, Оливій має найбільшу силу у пеклі, на одному рівні з Веліалом та Вельзевулом.

## Опис
Ім'я чоловічого демона «Астарот» уперше зустрічається у Книзі Абрамеліна, нібито написаній гебрайською близько 1458 року, і повторювалося в більшості окультних ґримуарів наступних століть.
Згідно з пізнішими кабалістичними текстами Астарота зображують як заклятого демона, пов'язаного з кліпотом (ворожими силами).
Опис Астарота міститься у роботі голландського демонолога Йоганна Вейера «Pseudomonarchia Daemonum» (1577): «Астарот — великий і сильний герцог, посталий із грішного ангела, що сидить на пекельному драконі і тримає у правиці гадюку». Він керує 40 легіонами.
Маг, щоб не отруїтись його смердючим диханням, може наблизитись до демона лише із чарівним перснем.

Сиґіл Астарота. «Лемегетон»

Опис демона дається у роботі XVII століття «Малий ключ Соломона».
За твердженнями деяких демонологів XVI століття, демон найсильніше шкодить людині протягом серпня. За Себастьяном Міхаелісом, він — демон першої ієрархії, який спокушає за допомогою ліні, марнославства і раціональної філософії. Святий Варфоломій, який захищає від Астарота, зумів вистояти перед спокусами цього демона.
За іншими віруваннями, Астарот вчить математичним наукам і ремеслам, може зробити людей невидимими, привести їх до прихованих скарбів і відповідає на кожне питання, адресоване йому. До нього також звертаються смертні з проханням дати їм владу над зміями.
За окультистом Френсісом Барреттом, Астарот — князь обвинувачів та інквізиторів. У «Пекельному словнику» (1818) Астарот зображений як оголена людина з крилами, короною, змією в одній руці, верхи на звірі із драконячими крилами і зміїним хвостом.